# Supermarine Sea Lion II

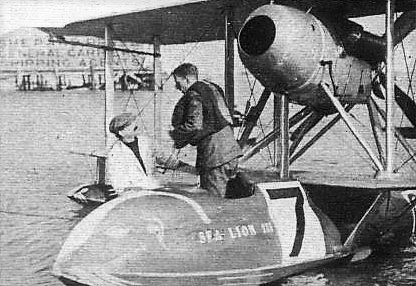
Supermarine Sea Lion III (Sea Lion II met een grotere 550 pk motor.

De  Supermarine Sea Lion II  was een Engelse eenmotorige tweedekker race-vliegboot. Ontwikkeld en geproduceerd door vliegtuigfabriek Supermarine Aviation Works voor deelname aan de 1922 Schneider Trophy; de Britse vliegboot won de race. De eerste vlucht vond plaats 1922. Er is één toestel van dit type geproduceerd.

## Ontwerp en historie
De Sea Lion II was een ontwerp van Reginald Mitchell voor deelname aan de Schneider Trophy van 1922. Het was, net als zijn voorganger de Sea Lion I, een doorontwikkeling van de Supermarine Baby vliegboot-jager uit de Eerste Wereldoorlog. De romp was geheel van hout geconstrueerd en extra verstevigd door een laag doekbespanning over de romp aan te brengen. De motor was een 450 pk watergekoelde Napier Lion II welke een vierblads propeller aandreef.
De Sea Lion II werd tijdens de race gevlogen door Henri Briard die een gemiddelde snelheid van 234,5 km/u liet noteren over een totale afstand van 370 km (13 ronden van 28,5 km). Het was de eerste Britse overwinning van een luchtrace sinds de Eerste Wereldoorlog en leverde de firma Supermarine een grote hoeveelheid publiciteit op.

## Sea Lion III
Voor de Schneider Trophy van 1923 werd de Sea Lion II uitgerust met een 550 pk Napier Lion motor en hernoemd naar Sea Lion III. Het toestel werd in 1923 derde achter twee Curtiss CR3 watervliegtuigen (uitgerust met twee drijvers). Door deze nederlaag besloot Supermarine een punt te zetten achter de ontwikkeling van vliegboten voor de racerij en zich te gaan richten op watervliegtuigen.